# Grande Telescópio do Sul da África
O Grande Telescópio do Sul da África (SALT) é um telescópio óptico de 10 metros, projetado principalmente via espectroscopia. Consiste em 91 segmentos de espelho hexagonal, cada um com um diâmetro interno de 1 metro, resultando em um espelho hexagonal total de 11,1m por 9,8m. Está localizado perto da cidade de Sutherland, na região semi-desértica do Karoo, na África do Sul. Pertence ao Observatório Astronômico da África do Sul.
O SALT é o maior telescópio óptico do hemisfério sul. Permite imagens, análises espectroscópicas e polarimétricas da radiação de objetos astronômicos fora do alcance dos telescópios do hemisfério norte. Seu projeto foi baseado no Telescópio Hobby-Eberly (HET) do Observatório McDonald, com algumas mudanças em seu design, especialmente no corretor de aberração esférico. Ele compartilha o mesmo design de altitude de espelho fixo, com acesso a 70% do céu visível. O principal fator dessas mudanças foram as melhorias desejadas no campo de visão do telescópio.
O primeiro uso do telescópio com o espelho completo ocorreu em 1º de setembro de 2005, com a obtenção de imagens de 1 arco-segundo do aglomerado globular 47 Tucanae, do aglomerado aberto NGC 6152, da galáxia espiral NGC 6744 e da nebulosa da lagoa. A inauguração oficial com o Presidente Thabo Mbeki ocorreu em 10 de novembro de 2005.
A África do Sul contribuiu com cerca de um terço do total de US $ 36 milhões que financiaram o SALT por seus primeiros 10 anos (US$20 milhões para a construção do telescópio, US$6 milhões para instrumentos e US$10 milhões para operações). O restante foi contribuído pelos outros parceiros - Alemanha, Polônia, Estados Unidos, Reino Unido e Nova Zelândia.

## Informação geral
O SALT está localizado no topo de uma colina, a 1.837m acima do nível do mar, em uma reserva natural em Hantam, Karroo 370 km (230 mi) a nordeste da Cidade do Cabo, perto da pequena cidade de Sutherland. Em março de 2004, a instalação do espelho maciço começou. O último dos 91 segmentos menores de hexágono espelhado foi implantado em maio de 2005.
Coreia, Japão, Polônia e Google têm telescópios no local e a África do Sul tem pelo menos cinco telescópios ópticos no local. A Universidade de Birmingham possui um telescópio solar para ajudar a monitorar o sol. O SALT sondará quasares e permitirá que os cientistas vejam estrelas e galáxias um bilhão de vezes fracas demais para serem vistas a olho nu.

## Espelho primário
O SALT e o HET têm um design incomum para um telescópio óptico. Semelhante aos telescópios Keck, o espelho principal é composto por uma matriz de espelhos projetados para atuar como um espelho maior; no entanto, os espelhos SALT produzem uma forma esférica primária, e não parabolóide, associada a um telescópio Cassegrain clássico. Cada espelho SALT é um hexágono de 1 metro e a matriz de 91 espelhos idênticos produz um tamanho primário de 11 x 9,8 metros em formato hexagonal.
Cada um dos 91 espelhos é feito de vidro Sitall de baixa expansão e podem ser ajustados para alinhá-los adequadamente, de modo a atuar como um espelho único. Como o espelho é esférico, a luz emitida a partir de uma posição correspondente ao centro de curvatura do espelho será refletida e reorientada para a mesma posição. Portanto, o telescópio emprega um sensor de alinhamento de centro de curvatura (CCAS) situado no topo de uma torre alta adjacente à cúpula. A luz do laser é refletida em todos os segmentos e a posição das reflexões de cada espelho é medida. Um processo chamado "empilhamento" permite ao operador do telescópio otimizar os ajustes dos espelhos.

## Parceiros
- Dartmouth College
- Georg-August-Universität Göttingen
- Placa do telescópio Hobby-Eberly
- Fundação Nacional de Pesquisa da África do Sul
- Centro Astronômico Nicolaus Copernicus da Academia Polonesa de Ciências
- Rutgers, Universidade Estadual de Nova Jersey
- Universidade de Wisconsin-Madison
- Universidade de Canterbury (Nova Zelândia)
- Universidade da Carolina do Norte em Chapel Hill
- Consórcio SALT do Reino Unido (UKSC), composto por:
  - Observatório Armagh
  - Keele University
  - Universidade de Lancashire Central
  - Universidade de Nottingham
  - Universidade Aberta
  - Universidade de Southampton

## Pesquisa
Pesquisas usando SALT no Observatório Astronômico da África do Sul levaram a importantes descobertas. Ao usar o Grande Telescópio do Sul da África, a SAAO tem a capacidade de tirar "instantâneos" de estrelas em sucessão muito rápida. É otimizado para comprimentos de onda e modos de observação não disponíveis em outros telescópios muito grandes. Como resultado, os astrônomos podem estudar rapidamente as propriedades variáveis de estrelas compactas, principalmente quando extraem gás de suas estrelas companheiras ou arredores. O significado dessa descoberta permite detectar buracos negros. O campo gravitacional de uma estrela compacta normalmente extrai gás de uma estrela companheira, assim é emitida radiação (especialmente raios X). Os cientistas usam isso como uma maneira indireta de localizar buracos negros. Outro fenômeno que o SALT ajudou os astrônomos a investigar é a maneira como as massas se acumulam em algumas estrelas compactas até que as explosões de supernovas as destruam.
Outras pesquisas dignas de nota que o Observatório Astronômico da África do Sul realizou usando o SALT incluem a descoberta de uma classe de estrelas conhecida como "polar" ou um par de estrelas. O sistema estelar binário "polar", onde uma estrela compactadora chamada "anã branca", cujo volume encolheu a cerca de um milionésimo de uma estrela como o nosso sol. Estudos usando SALT concluíram que esses sistemas estelares binários polares levam apenas uma hora e meia para completar uma órbita. Além disso, o telescópio SALT permite que os cientistas estudem as rápidas mudanças de brilho em estrelas exóticas. Mais pesquisas usando o SALT ajudaram os astrônomos a investigar a estrutura e evolução de nossa galáxia, como quasares, nuvens de Magalhães, a estrutura galáctica e a astrofísica estelar.

## Turismo
Apesar das estimativas iniciais da SAAO de que o SALT levaria até 30.000 turistas para Sutherland, o telescópio até agora resultou em apenas 14.000 visitantes anuais, o que possibilitou a criação de pelo menos 300 empregos na cidade de 5.000.